# آدولف واگنر
آدولف واگنر (انگلیسی: Adolph Wagner؛ ۲۵ مارس ۱۸۳۵ – ۸ نوامبر ۱۹۱۷) اقتصاددان آلمانی و از برجستگان مکتب تاریخی در اقتصاد بود.